# Krzemionka topiona
Krzemionka topiona – materiał otrzymywany w wyniku ultraszybkiego schładzania idealnie czystej, stopionej lub gazowej krzemionki otrzymanej sztucznie (na przykład przez hydrolizę tetrametoksysilanu lub polisiloksanów), w wyniku czego uzyskuje się materiał zawierający niemal wyłącznie fazę amorficzną.
Topiona krzemionka jest materiałem o znacznie podwyższonej odporności mechanicznej w stosunku do zwykłego szkła. Dzięki jej elastyczności można ją poddawać dość dużym obciążeniom zginającym i rozciągającym. Jest ona też dość odporna na uderzenia. Cienkie włókna topionej krzemionki można formować w bardzo małe pętle, a nawet je supłać w węzły.
Ze względu na brak jakichkolwiek zanieczyszczeń i dodatków na powierzchni topionej krzemionki może, w zależności od sposobu produkcji, występować pewna liczba grup silanolowych (Si-OH). Duża liczba tych grup powoduje, że materiał ten można łatwo sklejać z wieloma tworzywami sztucznymi, które nie łączą się ze zwykłym szkłem. Ze względu na bardzo dużą czystość posiada ona także bardzo wysoką przeźroczystość, zwłaszcza w zakresie światła nadfioletowego i podczerwonego.
Topiona krzemionka jest szkłopodobnym materiałem o najwyższej znanej spośród innych rodzajów szkła temperaturze mięknienia. Traci ona swoje właściwości mechaniczne dopiero powyżej 1100 °C. Ma ona wyjątkowo niski współczynnik rozszerzalności cieplnej.
Wszystkie te cechy powodują, że topioną krzemionkę wykorzystuje się do wytwarzania światłowodów oraz bardzo cienkich rurek, które stosuje się jako kolumny w chromatografii gazowej. Jest ona także używana do produkcji lamp, soczewek i pryzmatów przeznaczonych do pracy w bardzo wysokich temperaturach oraz okien w batyskafach i głębinowych aparatach fotograficznych.